# محمد سيحا
محمد أحمد السيد عبده (مواليد 1 مايو 2001) أو كما يُعرف باسم محمد سيحا هو لاعب كرة قدم مصري يلعب في مركز حارس المرمى مع النادي الأهلي في الدوري المصري الممتاز كما أنه حارس مرمى مع المنتخب المصري تحت 23 عام.